# Papilio demoleus
Papilio demoleus är en fjärilsart som beskrevs av Carl von Linné 1758. Papilio demoleus ingår i släktet Papilio och familjen riddarfjärilar. Inga underarter finns listade i Catalogue of Life.

## Bildgalleri

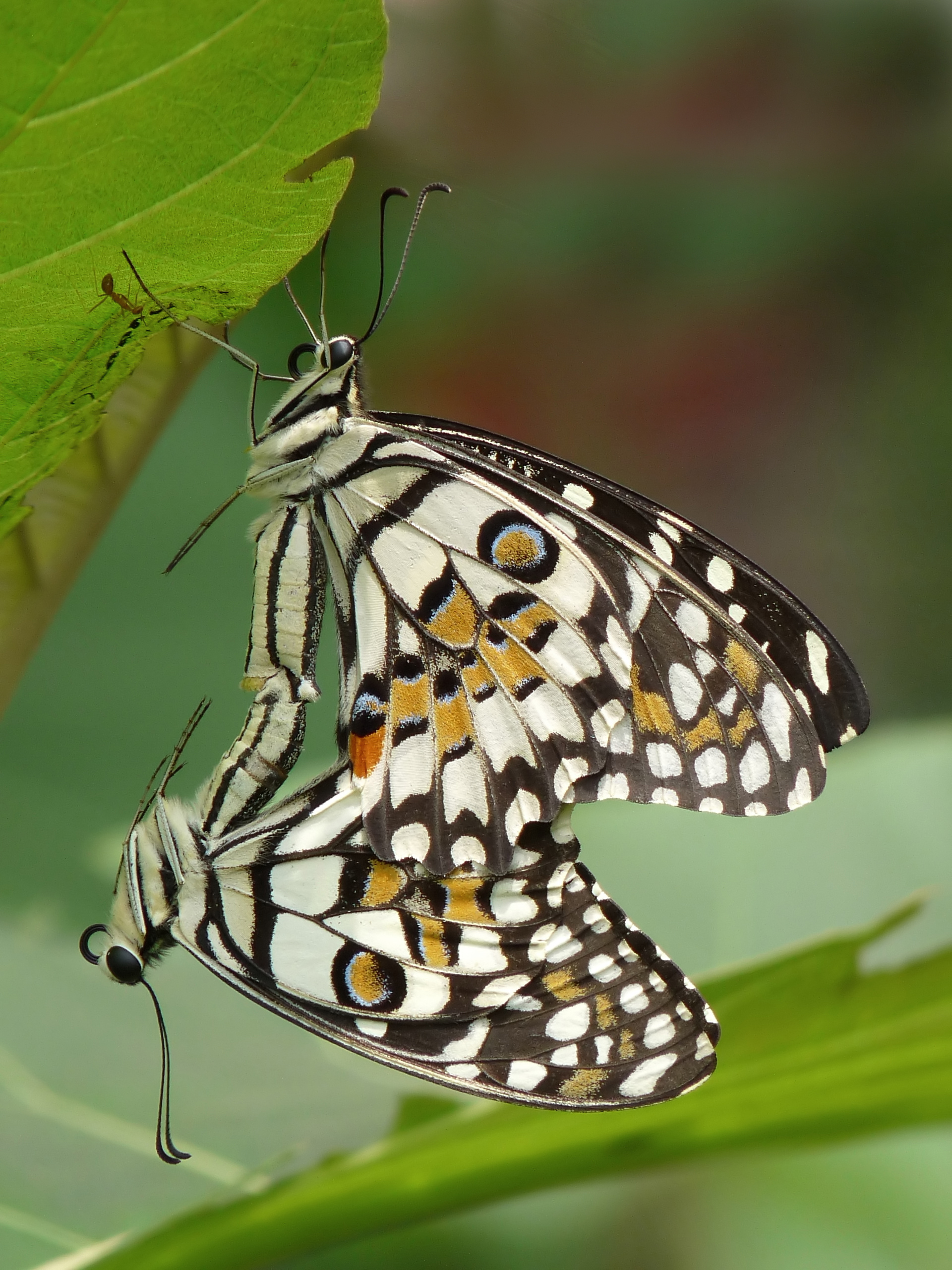
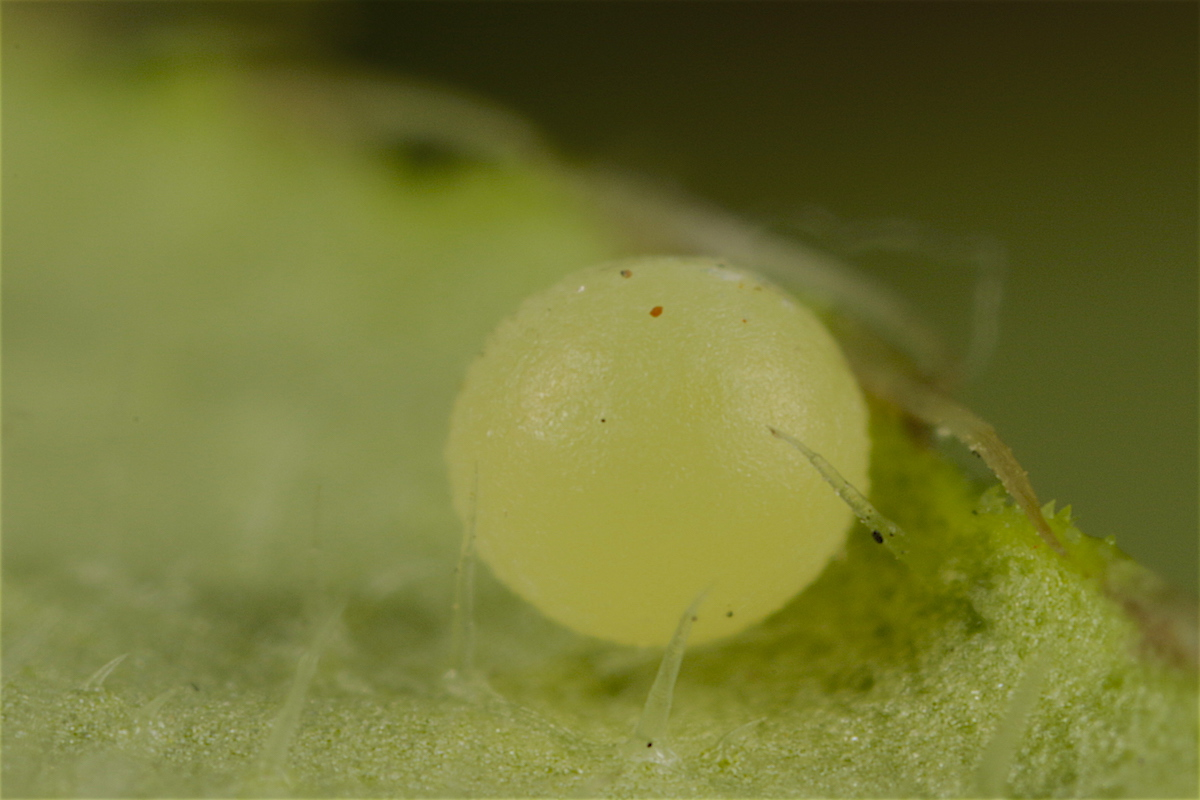
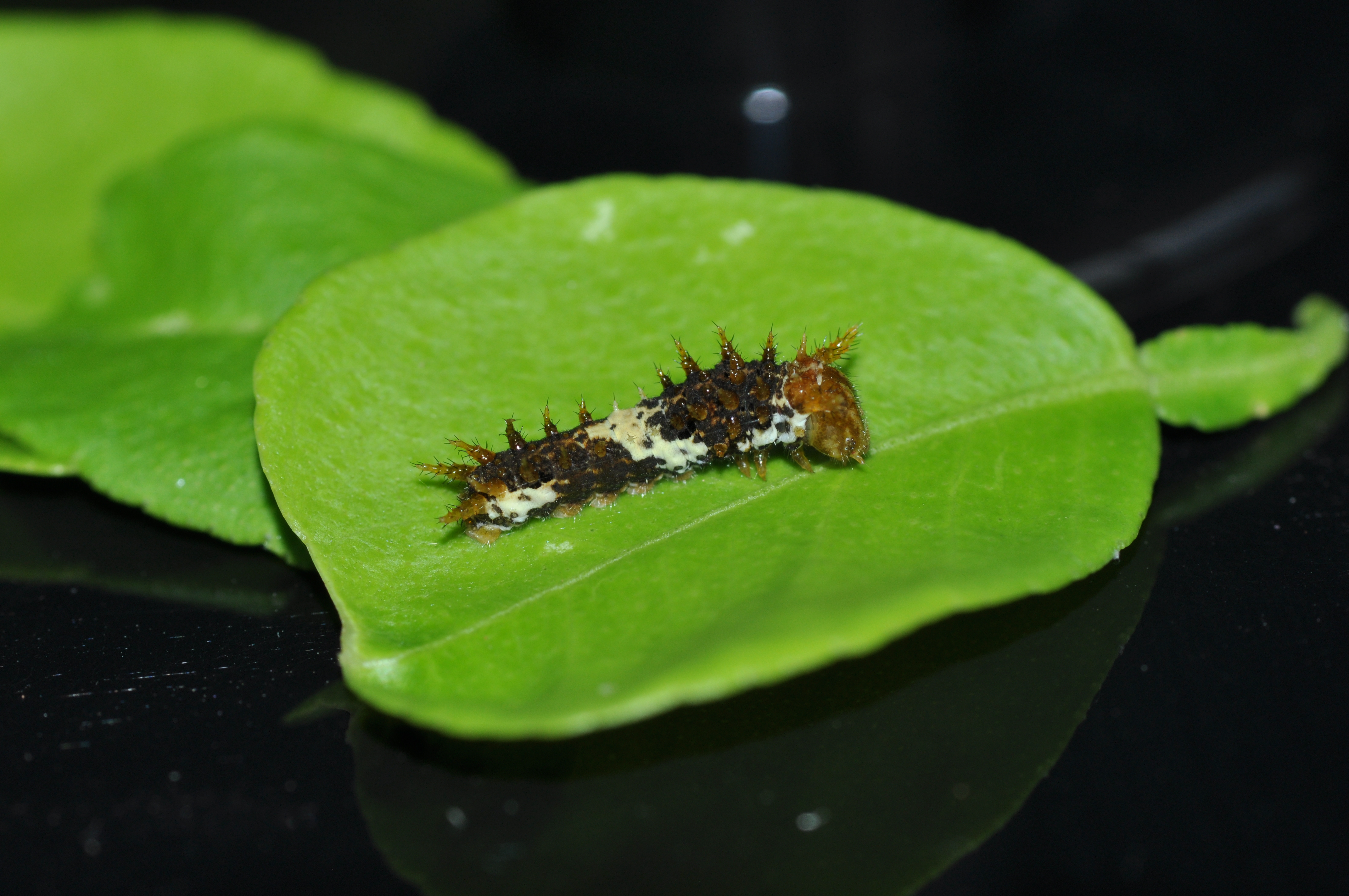
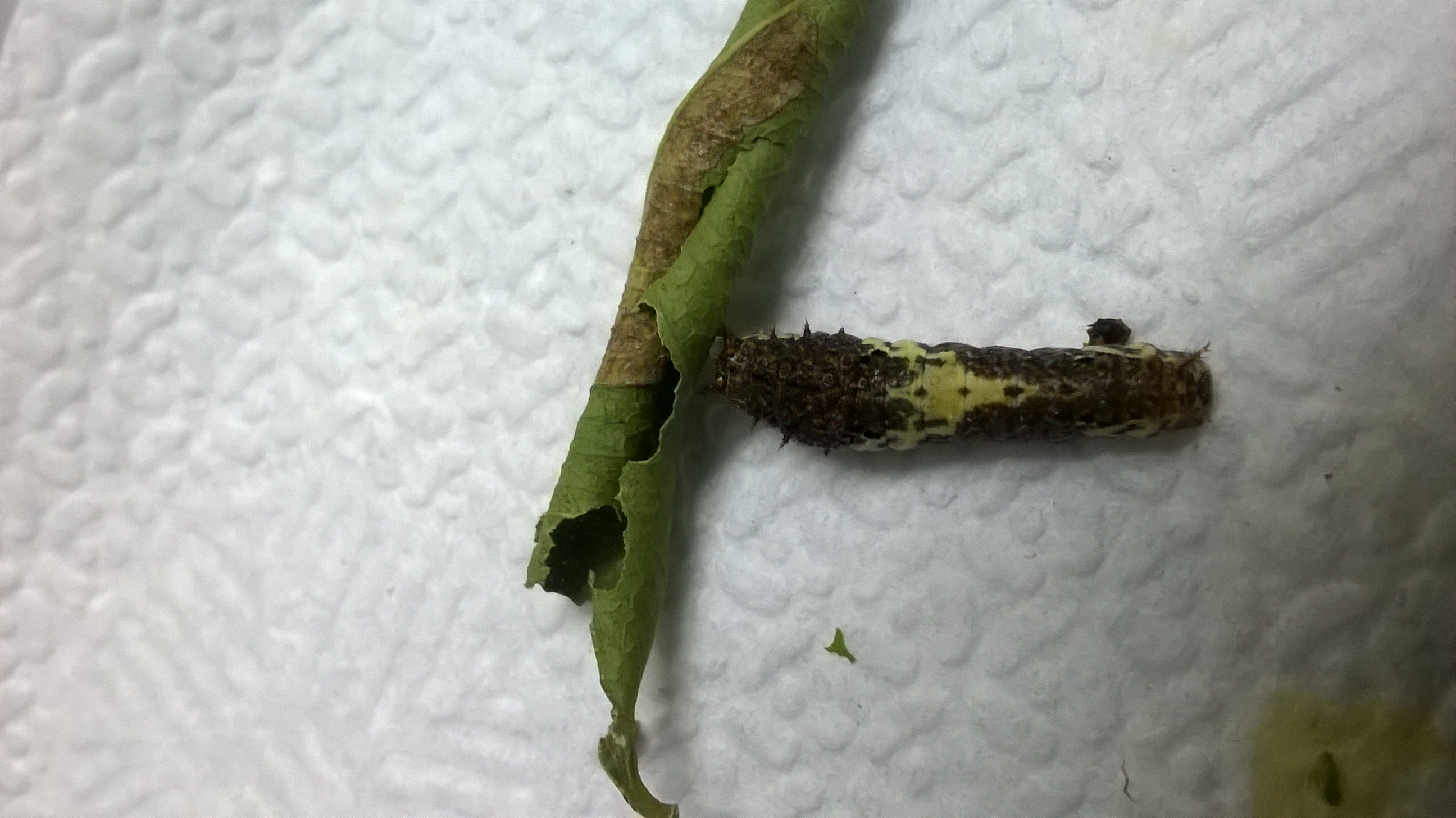
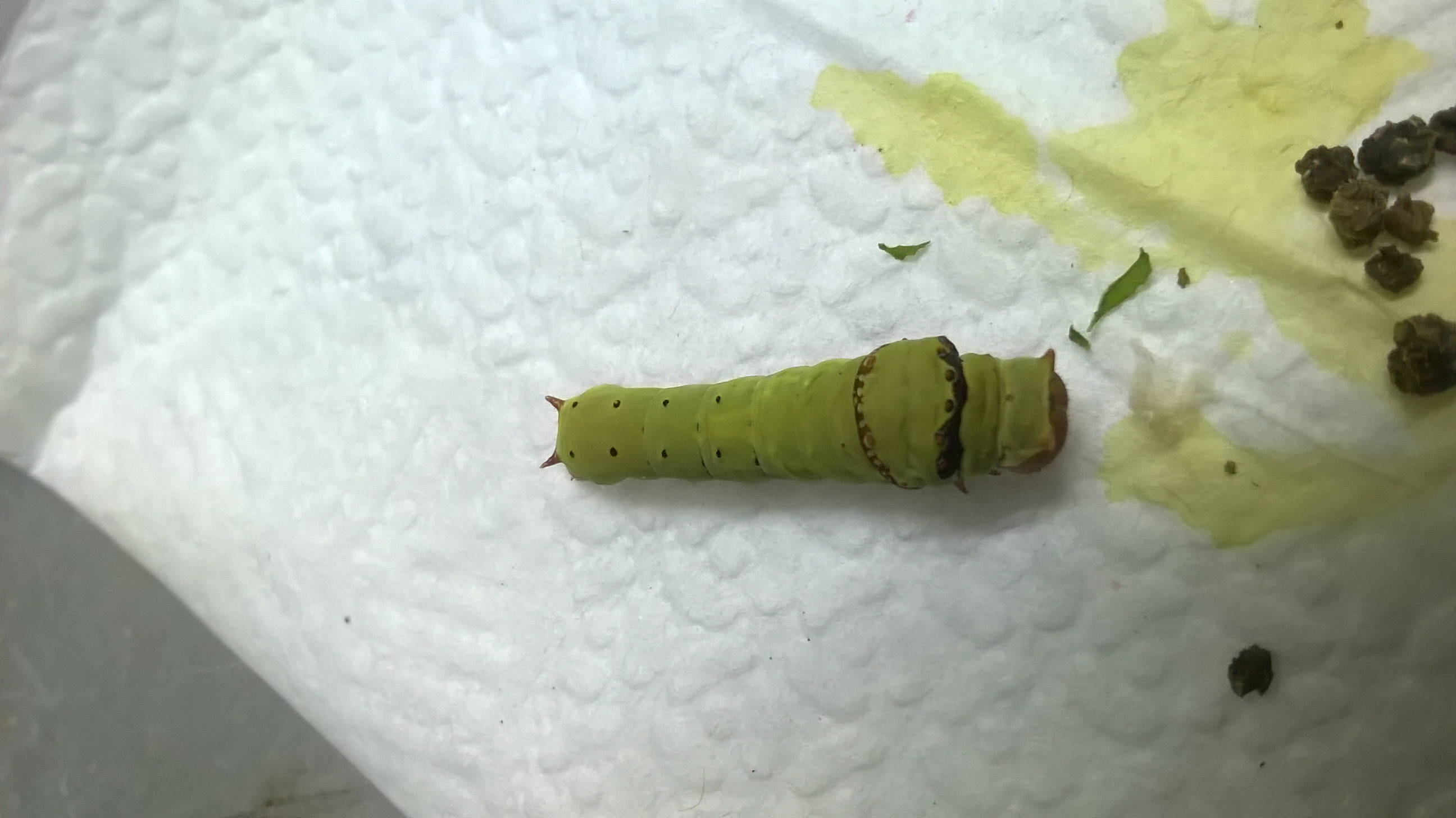
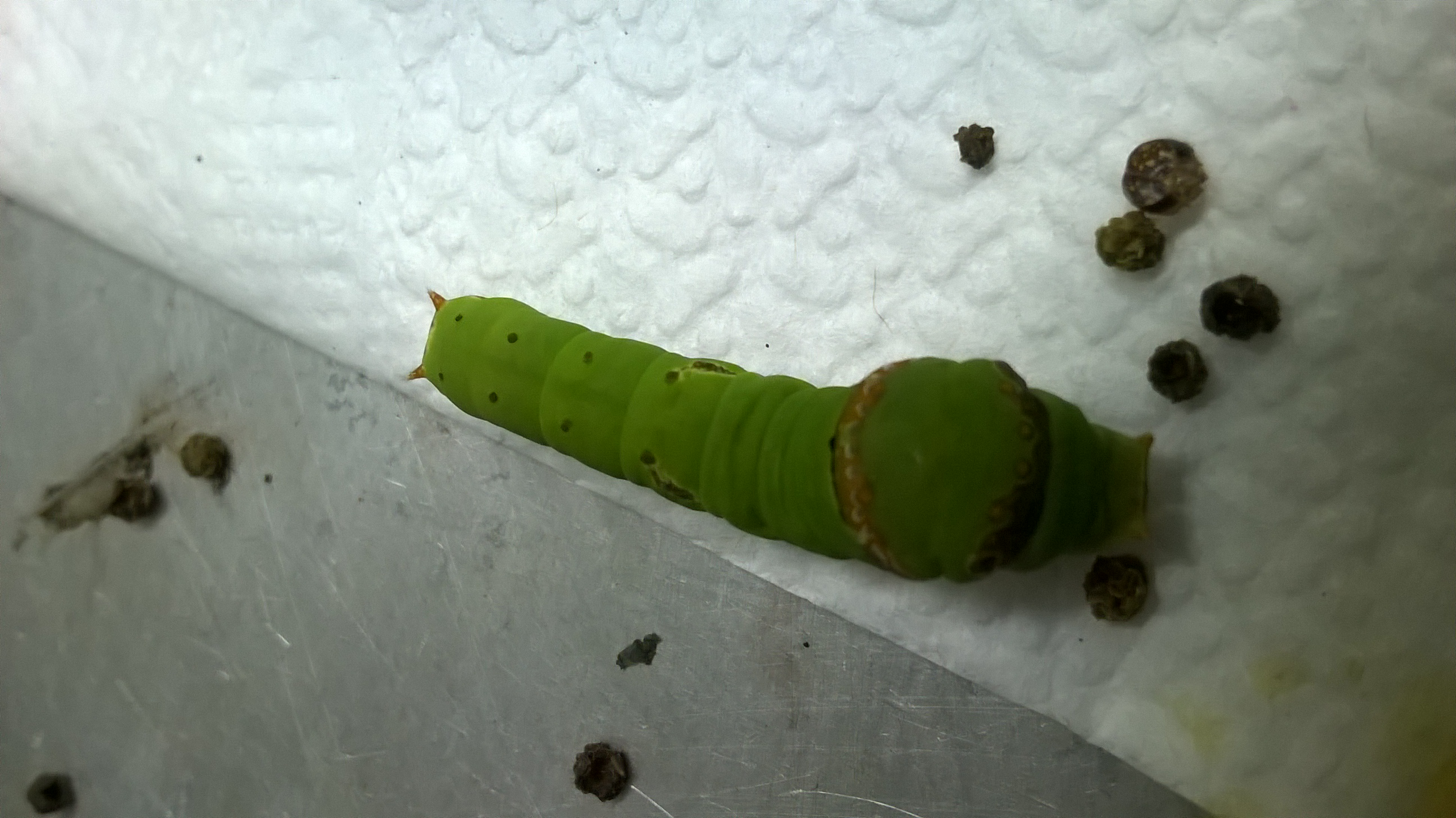
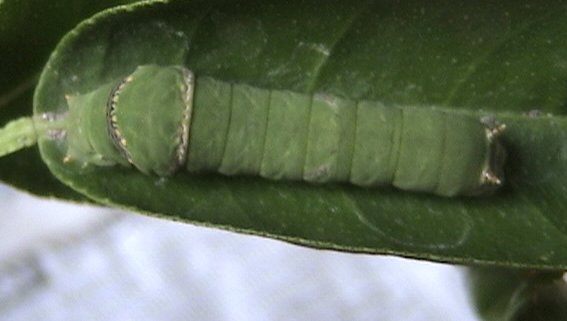
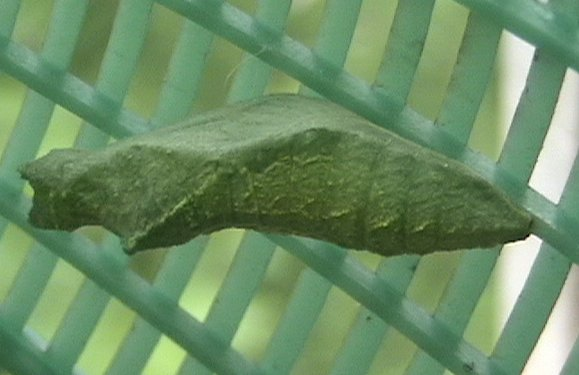
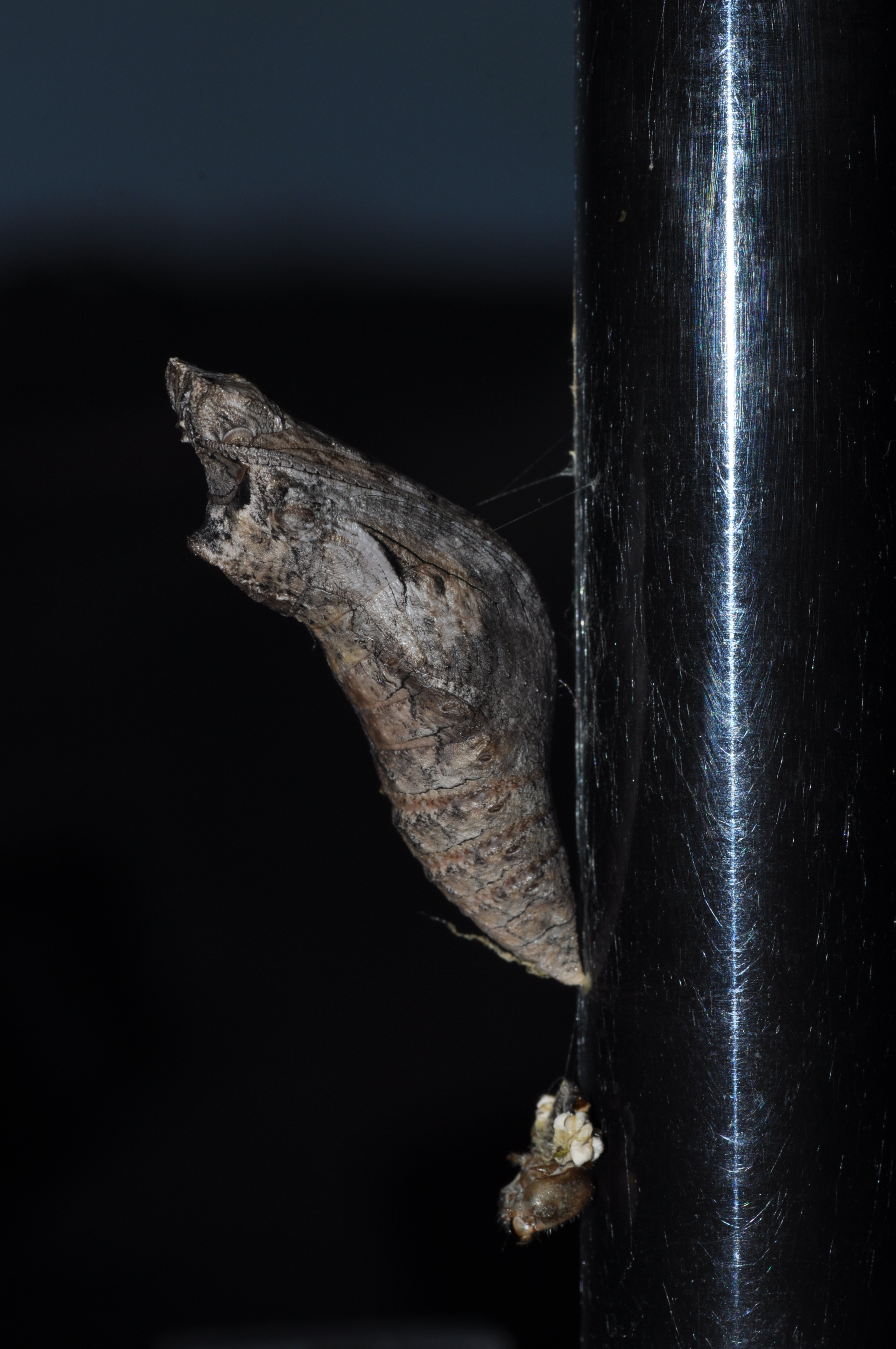
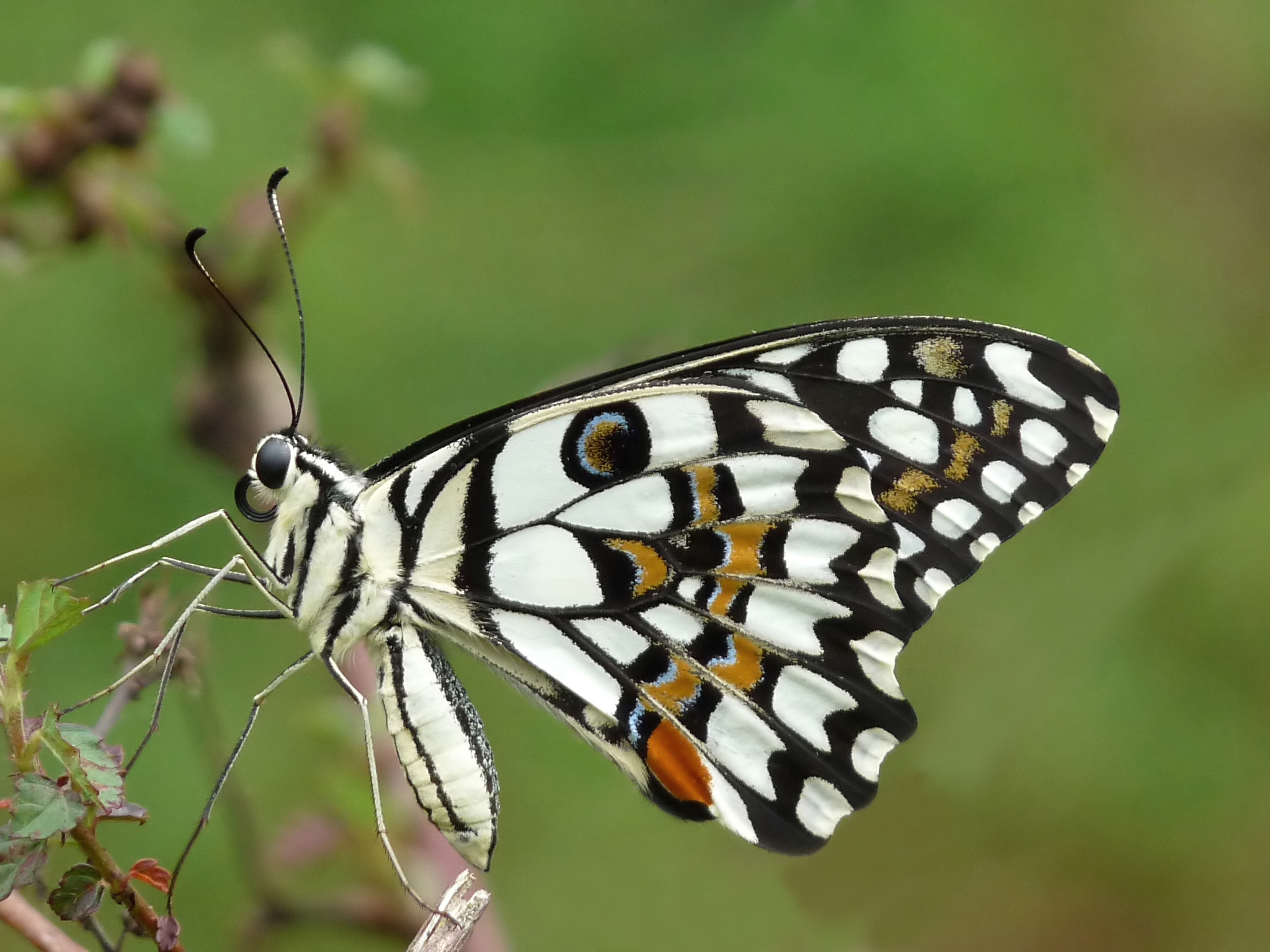
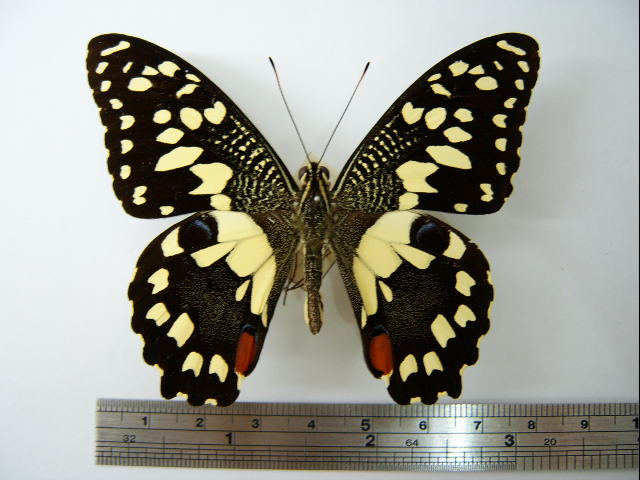